# Bilbao Athletic
Il Bilbao Athletic è la squadra riserve dell'Athletic Club e spesso viene chiamato Athletic Club B. Secondo il regolamento della Liga spagnola, il Bilbao Athletic, essendo associato all'Athletic Club, non potrà mai giocare nella stessa serie, ma in una serie inferiore e non può giocare nella Copa del Rey. Sempre secondo il regolamento, la sua rosa può essere formata da soli giocatori con meno di 23 anni, oppure con meno di 25 anni, ma con un contratto professionistico con la prima squadra.

## Storia

### Le origini
Il nome Bilbao Athletic deriva dalla volontà di richiamare il nome di una delle due squadre che esistevano a Bilbao quando il calcio arrivò in questa città. Infatti, al tempo in cui gli inglesi importarono questo sport, a Bilbao c'erano due gruppi di persone, che formarono ognuno il proprio club: l'Athletic Club ed il Bilbao Fútbol Club.
I primi anni dopo la guerra civile (1936-1939) videro nascere numerose nuove squadre in tutta la Bizkaia. La necessità di competere per il campionato regionale e l'indebolimento patito dall'Athletic Club in questi anni, fece sì che l'Athletic Club registrasse un nuovo club per il primo anno del dopoguerra, chiamato Bilbao Athletic. Questa azione ha avuto il duplice motivo di salvaguardare un nome tanto amato dal club ed evitare che qualche altro club "usurpasse" il nome Bilbao.

### La seconda fondazione
Quando l'Arenas Club de Getxo divenne la filiale dell'Athletic Club, i giocatori del Bilbao Athletic andarono a giocare per questa squadra e questo segnò la fine del Bilbao Athletic. Fu la stagione 1964/65 quella in cui l'Athletic Club vide la necessità di una filiale in cui far giocare e crescere i giovani. Venne ripresa l'idea del Bilbao Athletic ed una squadra con questo nome fu iscritta nella Segunda Regional, allenata da Agustín Gaínza.
La squadra vinse subito il campionato e fu promossa in Primera Regional, ma l'allenatore Gaínza fu chiamato ad allenare la prima squadra e venne sostituito da Rafa Iriondo. La stagione seguente il Bilbao Athletic vinse la Primera Regional e fu promosso in Tercera División.
La promozione per la Segunda División arriva nella stagione 1968/69, quando il Bilbao Athletic vince 29 gare su 38 totali. L'anno successivo si rivela essere un'annata non fortunata e la squadra viene nuovamente relegata in Tercera División, dove resterà per 7 anni, al termine dei quali viene integrata nella neonata Segunda División B.
È proprio in questa nuova divisione che il Bilbao Athletic forma tanti giovani giocatori talentuosi da consegnare all'Athletic Club, ma forma anche grandi allenatori. Il caso più eclatante è quello di Javier Clemente che, dopo aver allenato la squadra riserve, fu chiamato sulla panchina dell'Athletic Club dove vinse 2 campionati, 2 coppe nazionali e 1 supercoppa spagnola.

### Il periodo d'oro
Mentre l'Athletic Club stava vincendo il campionato, il Bilbao Athletic, guidato da José Ángel Iribar e Iñaki Sáez, stava vincendo la Segunda División B. L'anno successivo, in contemporanea alla seconda vittoria dell'Athletic Club in campionato, il Bilbao Athletic, sotto la guida di Iribar, arriva secondo in classifica della Segunda División, a pari punti con il Castilla classificatosi primo a causa degli scontri diretti. Julio Salinas, punta del Bilbao Athletic di quest'anno, vince il Pichichi con 20 gol. Questo Bilbao Athletic è rimasto nel cuore di molti tifosi rojiblancos.

### Gli ultimi anni in Segunda
Il Bilbao Athletic rimane in Segunda División, con l'eccezione della stagione 1987/88, fino alla stagione 1995/96, anno in cui viene relegato in Segunda División B, dove tuttora milita. Fondamentale è stata l'abolizione, nel 1992, della División de Honor sub-19, categoria nella quale i giovani potevano giocare prima di approdare al Bilbao Athletic, anticipando, così, di un anno il loro ingresso nelle file della squadra riserve che, da quel momento, si è trovata sempre più in difficoltà.

### Ultimi anni
Dalla stagione 1996-1997 il Bilbao Athletic ha sempre giocato in Segunda División B, sfiorando, talvolta, la promozione, sfumata solo ai play-off.
Il 28 giugno 2015 viene promosso dopo 19 anni in Segunda División dopo aver eliminato il Cadiz nella finale dei playoff. Nel 2016 viene retrocesso nuovamente in  Segunda División B, essendo arrivato ultimo in campionato

## La divisa
Il Bilbao Athletic indossa gli stessi colori dell'Athletic Club, eccezion fatta per una foglia di quercia e la scritta Bizkaia, entrambe nere su sfondo bianco.

## Statistiche
- Partecipazioni alla Segunda División: 13
- Partecipazioni alla Segunda División B: 20
- Partecipazioni alla Tercera División: 10
- Partecipazioni alla Divisiones Regionales de Fútbol: 2

## Palmarès

### Competizioni nazionali
- Segunda División B: 2

1982-1983, 1988-1989
- Tercera División: 2

1966-1967, 1968-1969
- Segunda Federación: 1

2023-2024 (gruppo 2)

### Altri piazzamenti
- Segunda División:

Secondo posto: 1983-1984
Terzo posto: 1989-1990
- Segunda División B:

Secondo posto: 1997-1998 (gruppo II)
Terzo posto: 1980-1981 (gruppo I), 2012-2013 (gruppo II), 2019-2020 (gruppo 2)
- Tercera División:

Terzo posto: 1967-1968

## Rosa
| N. |                   | Ruolo | Calciatore       |
| -- | ----------------- | ----- | ---------------- |
| 1  | Spagna (bandiera) | P     | Jokin Ezkieta    |
| 2  | Spagna (bandiera) | DMR   | Jon Sillero      |
| 3  | Spagna (bandiera) | DML   | Jon Rojo         |
| 4  | Spagna (bandiera) | D     | Javier Murua     |
| 5  | Spagna (bandiera) | D     | Daniel Vivian    |
| 6  | Spagna (bandiera) | C     | Unai Vencedor    |
| 7  | Spagna (bandiera) | AML   | Asier Córdoba    |
| 8  | Spagna (bandiera) | C     | Ohian Sancet     |
| 9  | Spagna (bandiera) | A     | Gorka Santamaría |
| 10 | Spagna (bandiera) | C     | Unai López       |
| 11 | Spagna (bandiera) | C     | Aitor Seguín     |
| 12 | Spagna (bandiera) | A     | Asier Villalibre |
| 13 | Spagna (bandiera) | P     | Alejandro Remiro |
| 14 | Spagna (bandiera) | C     | Jon Iru          |
| 15 | Spagna (bandiera) | D     | Unai Bilbao      |

| N. |                   | Ruolo | Calciatore         |
| -- | ----------------- | ----- | ------------------ |
| 16 | Spagna (bandiera) | C     | Lander Olaetxea    |
| 17 | Spagna (bandiera) | C     | Jurgi              |
| 18 | Spagna (bandiera) | D     | Urtzi Iriondo      |
| 19 | Spagna (bandiera) | C     | Mikel Vesga        |
| 20 | Spagna (bandiera) | C     | Gorka Iturraspe    |
| 21 | Spagna (bandiera) | C     | Martín Bengoa      |
| 22 | Spagna (bandiera) | D     | Markel Etxeberria  |
| 23 | Spagna (bandiera) | D     | Yeray              |
| 24 | Spagna (bandiera) | C     | Ager Aketxe        |
| 25 | Spagna (bandiera) | D     | Francisco Amandino |
| 26 | Spagna (bandiera) | C     | Íñigo Ikeñoué      |
| 27 | Spagna (bandiera) | A     | Gorka Guruzeta     |
| 28 | Spagna (bandiera) | D     | Julen Arellano     |
| 29 | Spagna (bandiera) | A     | Francisco Douglas  |
| 30 | Spagna (bandiera) | C     | Iñigo Córdoba      |